# Leonardo Pistoia

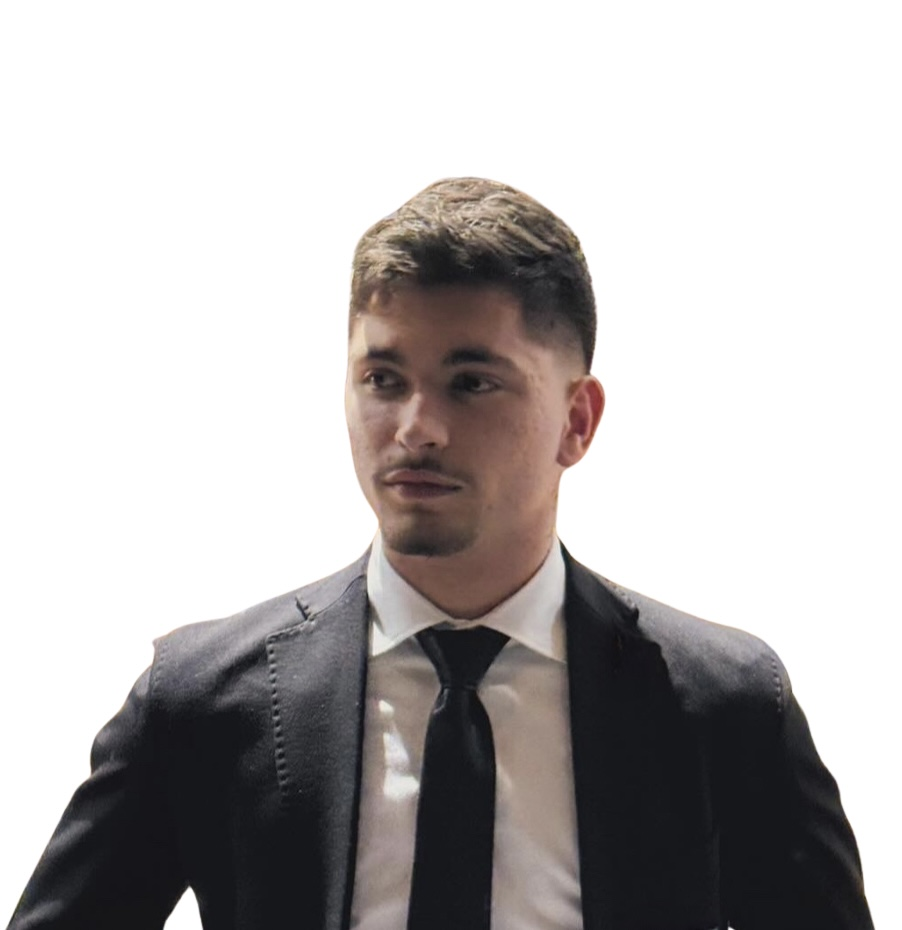
Ritratto di Leonardo Pistoia, attivista civico italiano, scattato nel 2024.

Leonardo Pistoia (Camaiore, 5 settembre 2004) è un attivista italiano.
Leonardo Pistoia (Camaiore, 5 settembre 2004) è un attivista civico italiano, noto per l’organizzazione delle Camminate per la Sicurezza a Torre del Lago Puccini e Viareggio, iniziative di mobilitazione popolare contro lo spaccio di stupefacenti e il degrado urbano.

## Biografia
Cresciuto a Torre del Lago Puccini, frazione di Viareggio, Pistoia si è impegnato fin da giovanissimo in attività di cittadinanza attiva. Nel 2022 ha rilasciato un’intervista al Tirreno denunciando la diffusione dello spaccio di droga tra i giovani nella pineta di Torre del Lago.
Ha avuto un’esperienza politica come referente giovanile locale della Lega Giovani, lasciando successivamente l’incarico e dichiarandosi vicino a posizioni moderate.

## Attività civica
Nel 2024 è tra i promotori dell’evento Uniti contro le tossicodipendenze al Teatro Jenco di Viareggio, organizzato dalla Consulta degli studenti in collaborazione con la Prefettura di Lucca.
Nel 2025 dà vita alle Camminate per la Sicurezza a Torre del Lago, manifestazioni periodiche di cittadini per contrastare lo spaccio nelle pinete e nei pressi della stazione ferroviaria.

## Associazionismo
È fondatore, insieme a Lara Costagliola, dell’associazione di promozione sociale FuturoVivo, attiva a Camaiore e in Versilia su temi di inclusione, sostegno ai giovani e partecipazione civica.

## Aggressione del 2025
Il 9 agosto 2025, al termine di una serata a Torre del Lago, Pistoia è stato aggredito da due persone che lo hanno colpito al volto con un coltello ed estratto un’arma da fuoco. L’episodio è stato riportato da numerosi organi di stampa ed è stato collegato alla sua attività di organizzatore delle camminate antispaccio.

## Posizioni
Nel corso delle sue iniziative ha sostenuto la necessità di un maggior impegno delle istituzioni contro lo spaccio e il degrado urbano, ribadendo il carattere apartitico delle manifestazioni e invitando i politici a partecipare come semplici cittadini.